# Dehong
Dehong är en autonom prefektur för dai- och jingpo-folken i Yunnan-provinsen i sydvästra Kina. Prefekturen gränsar i väster till den burmesiska delstaten Kachin.

## Historia
Området har varit en autonom region sedan maj 1956. Regionen åtnjöt 1960 en ökning av bönder som invandrade från övriga provinser för att odla bananer. Detta skedde under det "stora språnget" då en biolog som jobbade för Mao Zedong skrev en artikel om hur vädret i Yunnan gjorde det väldigt passande för bananer att odlas där. Innan dess var många kineser avskräckta från att besöka denna region på grund av en sjukdom som hade spridit sig. Senare upptäcktes det att detta var en tropisk sjukdom. Bönderna som invandrat hjälpte med att få bukt med sjukdomen efter att ha röjt skogarna, byggt vägar och skapat utrymme för fält och plantage.   

## Administrativ indelning
Dehong består av två städer på häradsnivå och tre härad:
- Staden Mang (芒市), 2 987 km², 340 000 invånare (2003);
- Staden Ruili (瑞丽市), 1 020 km², 110 000 invånare;
- Häradet Lianghe (梁河县), 1 159 km², 160 000 invånare;
- Häradet Yingjiang (盈江县), 4 429 km², 270 000 invånare;
- Häradet Longchuan (陇川县), 1 931 km², 170 000 invånare.